# Grodzisko w Duninie

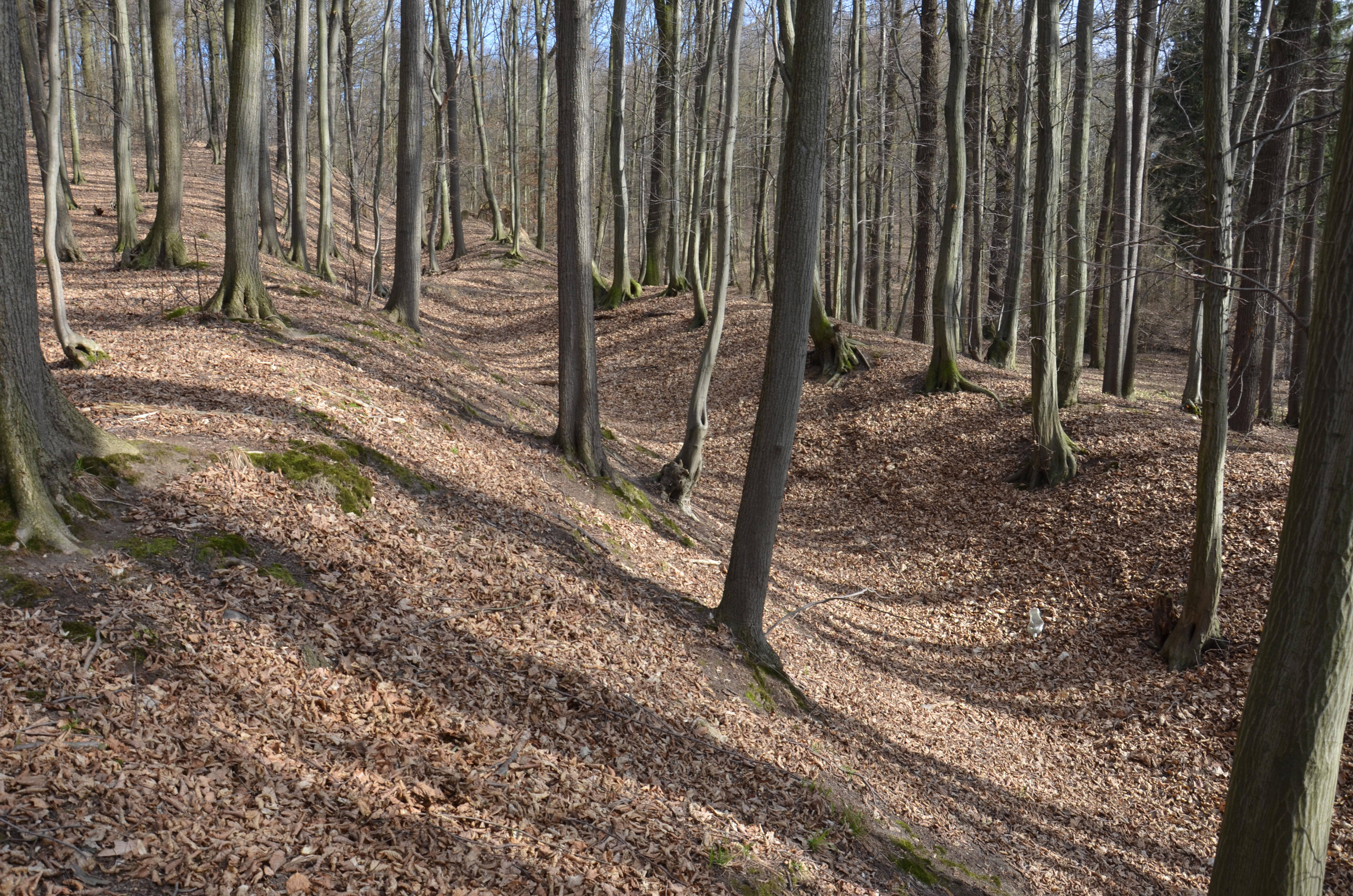
Fragment wału i fosy od strony południowej

Grodzisko w Duninie – grodzisko zlokalizowane nad Nysą Szaloną pomiędzy miejscowościami Krajów i Dunino, w pobliżu przysiółka Święciany (powiat legnicki).

## Charakterystyka
Grodzisko wzniesione w systemie ścianowym, o układzie pierścieniowym pojedynczym. Obiekt założony na planie wydłużonego owalu o wymiarach 170 x 135 m. Przeciętna szerokość rozsypiska wału wewnętrznego wynosi 5 m, a zewnętrznego 7 m, natomiast szerokość fosy waha się od 5 do 10 m. Na terenie majdanu zarejestrowano warstwę kulturową o miąższości 0,3 m. Powierzchnia grodu ok. 1,8 ha. W starszej literaturze obiekt datowano na VIII-IX w., następnie ogólnie na okres wczesnego średniowiecza. Od południowego wschodu istniał tu zdwojony przedwał. Doliną Nysy Szalonej przebiegały wówczas szlaki handlowe. Jest to jedno z największych grodzisk, które zamieszkiwali Trzebowianie. Na dnie fosy, w czasach świetności grodu, umieszczone były najprawdopodobniej zaostrzone pale lub ostre gałęzie tarniny. 

## Ochrona
Wokół grodziska wyznaczono strefę ścisłej ochrony konserwatorskiej (nr AZP 11/106/78-19). 